# Guashe (sockenhuvudort i Kina, Jiangxi Sheng, lat 27,41, long 114,72)
Guashe är en sockenhuvudort i Kina. Den ligger i provinsen Jiangxi, i den sydöstra delen av landet, omkring 180 kilometer sydväst om provinshuvudstaden Nanchang. Antalet invånare är 10 618. Befolkningen består av 5 078 kvinnor och 5 540 män. Barn under 15 år utgör 18,0 %, vuxna 15-64 år 73 %, och äldre över 65 år 7,0 %.
Runt Guashe är det ganska tätbefolkat, med 129 invånare per kvadratkilometer. Närmaste större samhälle är Wanfu, 16,0 km öster om Guashe. I omgivningarna runt Guashe växer i huvudsak blandskog.
Genomsnittlig årsnederbörd är 2 038 millimeter. Den regnigaste månaden är maj, med i genomsnitt 329 mm nederbörd, och den torraste är oktober, med 26 mm nederbörd.